# Hockey Club Liguria

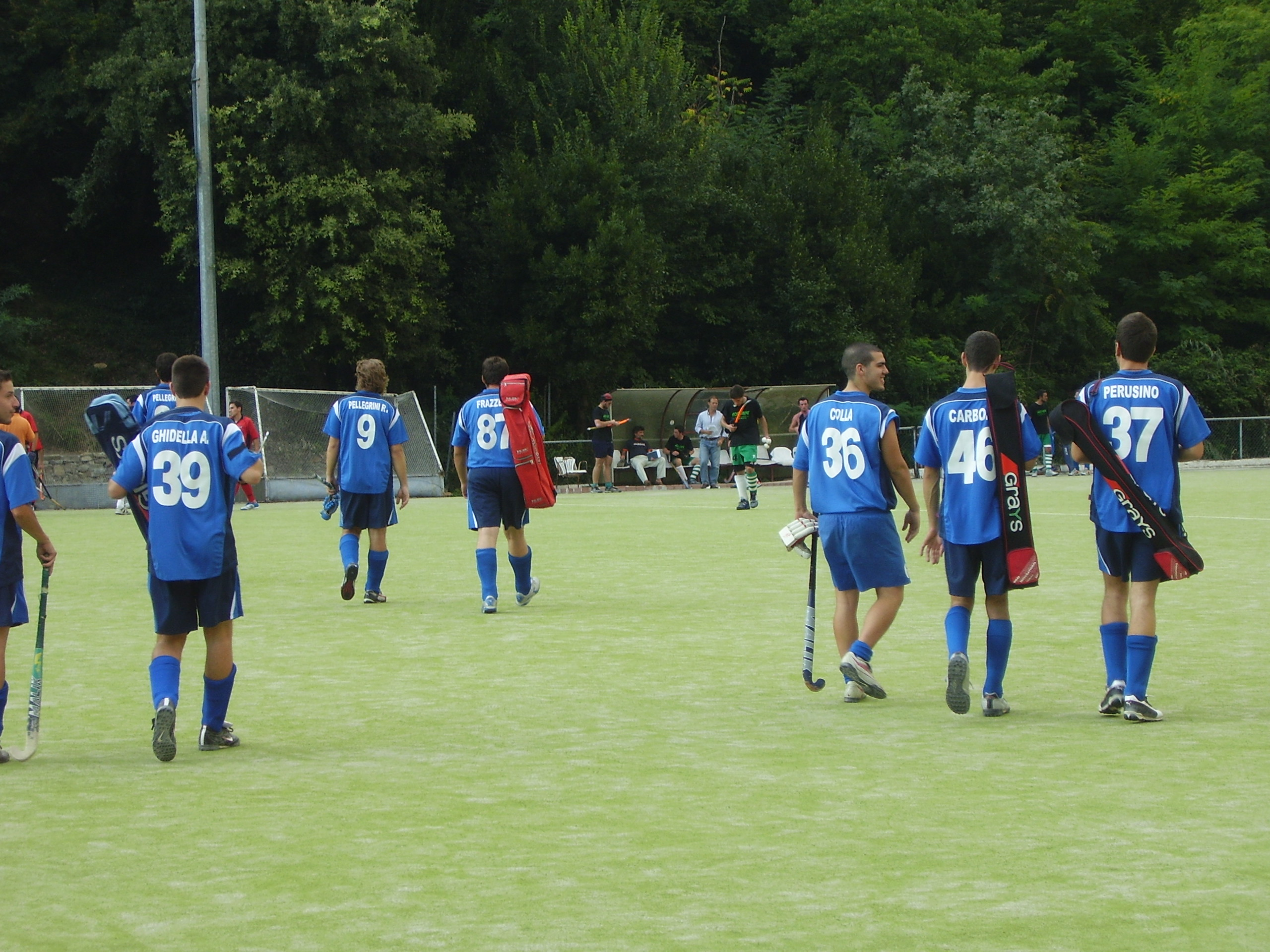
Giocatori del Liguria nel settembre 2007

L'Hockey Club Liguria, o Liguria Hockey, , o semplicemente Liguria, è una società italiana di hockey su prato con sede a Savona.
Il campo storico in cui sin dagli anni '70 sono stati disputati incontri e gli allenamenti è il campo Comunale "F. Levratto" di Savona-Zinola. I primi anni questo campo aveva fondo di terra sostituito, poi da un fondo in materiale sintetico; in seguito a questa modifica si è spostato al campo di gioco del Santuario, frazione di Savona.

## Storia
L'Hockey Club Liguria nasce nel 1950; nel 1960, insieme all'altra squadra savonese Savona Hockey Club, assorbe al suo interno altre 2 squadre savonesi, il Bernini Hockey (nato nel 1954) e il G.S. Chiabrera (nato nel 1957).
L'HC Liguria passa i suoi primi anni di vita agonistica nella massima serie hockeistica (con il nome di Liguria Savona), per poi scendere di categoria intorno agli anni sessanta. Dopo anni di salite e discese tra le varie serie dell'hockey maschile, da alcuni anni il Liguria gioca in serie B.